# 長電テクニカルサービス
長電テクニカルサービス株式会社（ながでんテクニカルサービス）は、鉄道諸施設の保守および改良、鉄道車両の保守および改良を行っているながでんグループの会社。

## 概要
長野電鉄の技術現業部門を分社化した企業であり、主に長野電鉄の軌道設備・電気設備・車両等の保守・改良を行なっている。また、屋代車両工場ではしなの鉄道の車両の保守も請け負っているほか、ビル管理や照明器具の設置など、業務範囲は自社鉄道線に限らない。
また、2023年にはあいの風とやま鉄道413系のAM03編成『とやま絵巻』が検査のため入場した。入場のため、甲種輸送が実施された。

## 沿革
- 1997年（平成9年）7月16日 - 会社設立。同年10月1日業務開始

## 部署
- 総務部
- 技術サービス部　
  - 工務課
  - 電設課
  - 車両工場

## 営業所
- 本社
  - 長野県須坂市大字須坂字宗石町1217-３
- 屋代車両工場
  - 長野県千曲市小島3055-イ（屋代駅構内）